# La rondine fuggita dal paradiso
La rondine fuggita dal paradiso (Ici, c'est le paradis) è il racconto autobiografico di Hyok Kang, fuggito clandestinamente dalla Corea del Nord poco più che ragazzo. L'opera, pubblicata originariamente nel 2004 in francese grazie al co-autore Philippe Grangereau, ripercorre la vita di bambino e poi ragazzo di Hyok Kang sino alla sua fuga in Cina e in poi Corea del Sud. In Italia è stato pubblicato da Edizioni Piemme nel 2007; è stato ristampato dallo stesso editore nel 2014 col titolo Paradiso N. 3.
Il titolo riprende l'espressione chebi (rondine) usata nelle negli anni novanta per indicare le bande di mendicanti formatesi a seguito della carestia, nel biennio 1997-98. Il termine declinato in diverse varianti forniva indicazioni circa l'età della "rondine": kotchebi per i bambini, chongchebi per gli adolescenti e nochebi per i più anziani.

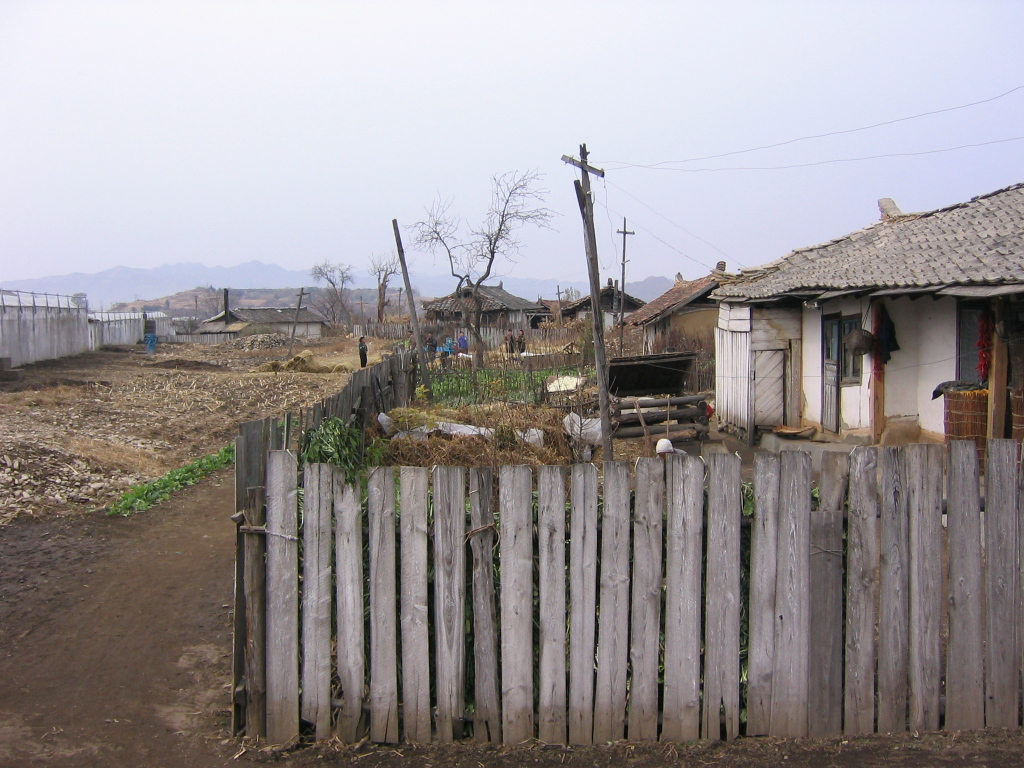
Un villaggio rurale della Corea del Nord

## Tematiche
L'opera segue la vita del narratore soffermandosi spesso per delle digressioni di carattere politico-sociale, per chiarire gli aspetti della vita quotidiana di un abitante medio della Corea del Nord o alcune caratteristiche private della famiglia del narratore.
Tra plotoni di esecuzione e campi di internamento per sabotatori del regime, la famiglia di Hyok Kang matura la decisione di fuggire dal paese a seguito della carestia alimentare degli anni novanta che ha decimato parte della popolazione e spinto molti persino al cannibalismo. Data la vicinanza del paese d'origine, Unsong, alla Cina, la famiglia decide di attraversare la frontiera e farsi una nuova vita in Cina, paese dove i clandestini sono tuttavia continuamente braccati e, se arrestati, rimpatriati in Corea. La testimonianza si conclude con la partenza di Hyok kang per la Corea del Sud e le difficoltà incontrate all'arrivo: le differenze fra i coreani delle due differenti regioni rendono infatti la convivenza difficile. Il narratore afferma tuttavia di aver trovato la propria strada nel disegno, passione che coltivava da bambino, e che non aveva mai potuto esprimere liberamente.

## Edizioni
- Hyok Kang, Philippe Grangereau, La rondine fuggita dal paradiso, traduzione di Maria Teresa Crisci, Piemme Edizioni, 2007,  p. 205, ISBN 978-88-384-8648-7.
- Hyok Kang, Philippe Grangereau, Paradiso N. 3, Piemme Edizioni, 2014,  p. 210, ISBN 978-88-566-4550-7.